# Gymnothorax hepaticus
Gymnothorax hepaticus es una especie de pez de la familia de los morénidas en el orden de los Anguilliformes.

## Morfología
Los machos pueden llegar a alcanzar los 100 cm de longitud total.

## Distribución geográfica
Se encuentra desde el Mar Rojo hasta Samoa, las Hawái, el sur del Japón y Guam (Micronesia ).